# 名和秀雄
名和 秀雄（なわ ひでお、1925年 - 2003年2月9日）は、日本の昆虫研究家。名和昆虫博物館元館長。

## 人物
東京都出身。東京繊維専門学校（現東京農工大学）卒業。農林省農業技術研究所勤務を経て名和昆虫研究所に入る。
1972年（47歳の時）に4代目の名和昆虫研究所並びに名和昆虫博物館館長に就任。
東海ラジオ放送のミッドナイト東海（1972年10月 - 1975年3月）、岐阜放送ラジオのヤングスタジオ1431のパーソナリティを務めた。
2003年2月9日にうっ血性心不全の為に死去。78歳没。

## 著書
- 『子どもの目が輝くとき』（中央法規出版、1987年）
- 『虫のいい噺』（中央法規出版、1995年）
- 『こん虫博士名和秀雄の自然とこん虫おもしろ話』（中央法規出版、1997年）